# Nemoura kownackorum
Nemoura kownackorum is een steenvlieg uit de familie beeksteenvliegen (Nemouridae). De wetenschappelijke naam van de soort is voor het eerst geldig gepubliceerd in 1970 door Sowa.